# Turbonilla viscainoi
Turbonilla viscainoi är en snäckart som beskrevs av Bartsch 1917. Turbonilla viscainoi ingår i släktet Turbonilla och familjen Pyramidellidae. Inga underarter finns listade i Catalogue of Life.